# Alois Ugarte (1784-1845)
Alois Ugarte, detto il Giovane (Brno, 9 marzo 1784 – Brno, 25 aprile 1845), è stato un politico e nobile boemo.

## Biografia

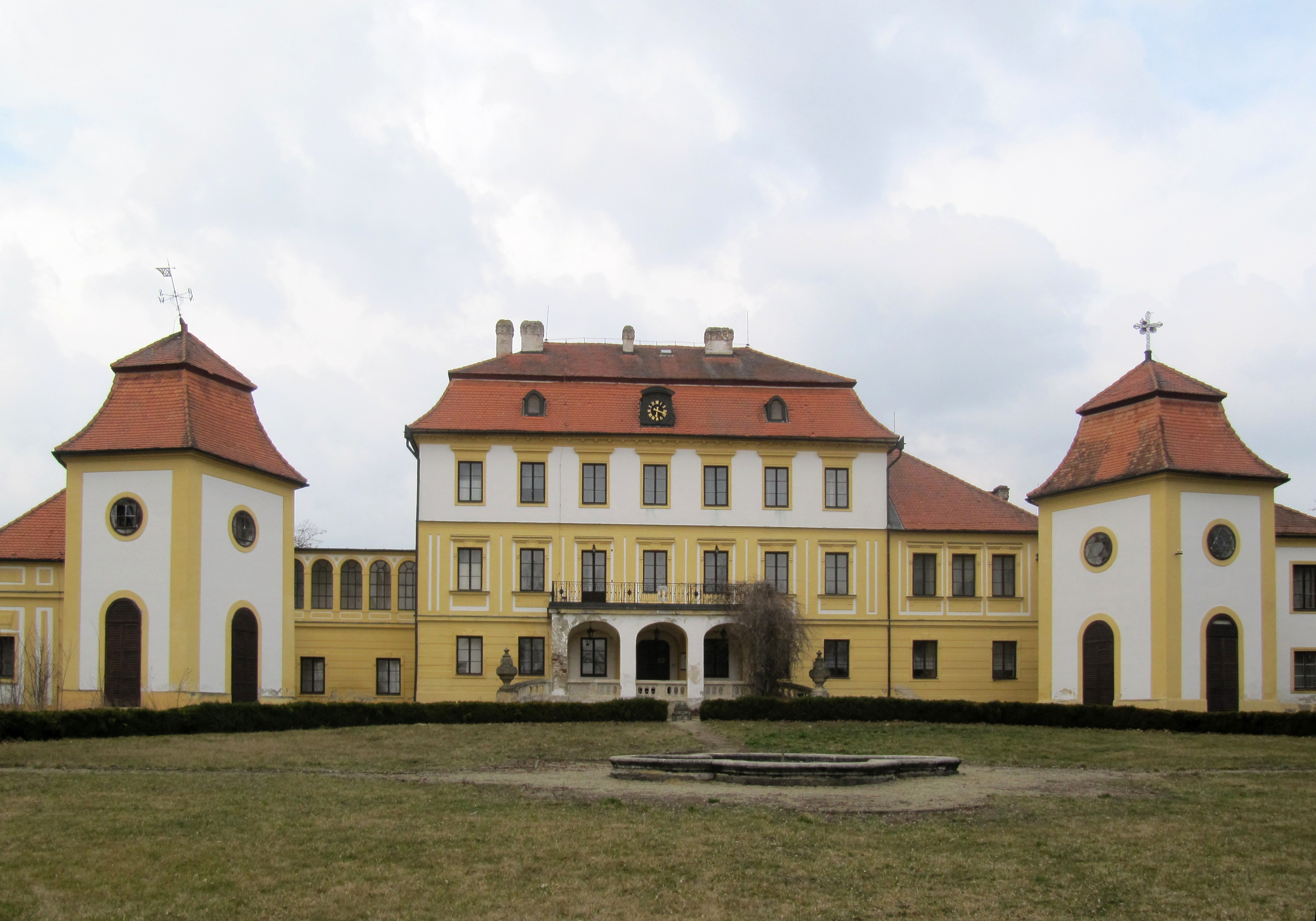
Il castello di Kravsko, residenza di Alois Ugarte

Membro della nobile famiglia degli Ugart, di origini basche, Alois era il minore dei figli di Jan Václav Ugarte (1748–1796), presidente della Corte d'appello della Bassa Austria e direttore del teatro di corte di Vienna. Sua madre era la contessa Marie Anne von Windischgrätz. Suo zio Alois e suo cugino Anton Friedrich Mittrowsky von Mittrowitz und Nemischl, ricoprirono entrambi la carica di governatore della Moravia prima di lui.
All'età di tredici anni entrò nel Theresianum e all'età di sedici iniziò uno stage presso il governatorato regionale di Znojmo. Nel 1801 entrò a far parte del governo della provincia della Moravia e della Slesia. Due anni dopo divenne segretario straordinario del governatorato veneziano, ma nel 1805 tornò a Brno. Durante l'occupazione francese, dimostrò una tale costanza nei suoi compiti che nel 1807 venne nominato membro del consiglio di governo pur senza retribuzione. Nel 1814 venne nominato consigliere del comando militare dell'esercito austriaco in Italia. Un anno dopo, divenne consigliere di camera del tribunale. Dopo otto anni di servizio, venne nominato vicepresidente del governo della Boemia il 6 aprile 1823 e nel 1827 venne nominato consigliere segreto dell'imperatore nonché presidente del governo provinciale dell'Alta Austria. Il 29 novembre 1834 venne nominato governatore della regione della Moravia, incarico che mantenne sino alla propria morte. A Linz contribuì alla fondazione di diversi istituti speciali per sordomuti, ciechi e malati mentali, istituendo anche un museo locale. A Brno, sostenne lo sviluppo di diversi parchi e aree verdi cittadine, contribuendo al miglioramento delle strade carrozzabili.
Morì a Brno nel 1845.